# Chiesa di San Lorenzo Martire (Arzago d'Adda)
La chiesa di San Lorenzo Martire è la parrocchiale di Arzago d'Adda, in provincia di Bergamo e diocesi di Cremona; fa parte della zona pastorale 1.

## Storia
La prima citazione di una chiesa ad Arzago risale al 774 ed è contenuta nel testamento di un certo longobardo Taido, vassallo del re Desiderio; questo luogo di culto già allora doveva rivestire già allora una certa importanza.
Una nuova pieve fu costruita presumibilmente verso l'anno mille; quest'ultima, come si apprende dal Liber Synodalium del 1385, estendeva la sua influenza sulle chiese di Cassano, Calvenzano, Casirate, Paradino, Agnadello, Azzano, Santa Maria del Castrum, San Pietro, Monteclaro, Ospedale di Rivolta e Spino.
La chiesa fu visitata all'inizio del XVI secolo dal vescovo Gerolamo Trevisan e nel 1599 da Cesare Speciano, il quale trovò che la cura d'anima era retta dal parroco e da un sacerdote coadiutore e che i fedeli ammontavano a circa 300.
Nel 1786 risultava che era presente la compagnia del Santissimo Sacramento, che vi era, entro i confini della parrocchia, un oratorio filiale e che il numero dei fedeli era pari a 768; questo ultimi erano scesi a 695 nel 1819.
Il 30 ottobre 1898 iniziarono i lavori di costruzione della nuova parrocchiale neogotica; l'edificio, disegnato da Virginio Muzio, venne benedetto l'8 settembre 1906 dal vescovo Geremia Bonomelli.
Con la riorganizzazione territoriale della diocesi decretata dal vescovo dal vescovo Giuseppe Amari il 29 settembre 1975, la chiesa passò dal vicariato di Rivolta d'Adda, contestualmente soppresso, alla neo-costituita zona pastorale 1.

## Descrizione

### Esterno
La facciata della chiesa, rivolta a nord e abbellita dell'alternanza tra fasce di colore bianche e fasce in mattoni di colore rosso, presenta centralmente il portale maggiore lunettato, ai lati del quale vi sono gli ingressi minori, mentre sopra vi è il rosone; il prospetto è scandito, ai lati, da due grosse paraste.
Annesso alla parrocchiale è il campanile in mattoni a base quadrata, la cui cella presenta su ogni lato una monofora a tutto sesto ed è coronata da una balaustra.

### Interno
L'interno dell'edificio, che ripropone l'alternanza di fasce bianche e fasce rossicce come la facciata, si compone di un'unica navata, sulla quale si affacciano le cappelle laterali, introdotte da archi a tutto sesto, ed è scandita da lesene con capitelli cornizio sorreggenti i costoloni che scandiscono le volte; al termine dell'aula si sviluppa il profondo presbiterio, rialzato di tre gradini, ospitante l'altare maggiore e chiuso dall'abside di forma semicircolare.
Qui sono conservate diverse opere di pregio, tra le quali l'altare maggiore, costruito nel 1822, alcune tele firmate da Antonio Guadagnini e da Giacomo Sessa, il dipinto con soggetto la Caduta di Gesù sotto la croce, attribuita alla scuola di Bernardino Luini, e le formelle raffiguranti i Misteri del Rosario, risalenti al XVIII secolo.